# おしゃ家ソムリエおしゃ子!
『おしゃ家ソムリエ おしゃ子!』（おしゃいえソムリエ おしゃこ）は、かっぴーによる日本の漫画作品。2015年から2016年にかけてWEBマガジン『Yahoo! 不動産 おうちマガジン』内の「ROOMIE」で連載された。「おしゃ家ソムリエ」を名乗る女性がある理由から25歳の誕生日までにおしゃれな家に住む理想の男性を見つけるために奮闘するさまを描く。
2020年7月から9月まで矢作穂香主演でテレビドラマ化し、テレビ東京系水ドラ25枠にて放送された。
2021年10月からシーズン2が前作同様に矢作穂香主演でテレビ東京系ドラマ25枠にて放送された。

## 登場人物
イエーガー・おしゃ子
本作の主人公。お洒落な家に住む男としか交際出来ないおしゃ家ソムリエ。

## 書誌情報
- かっぴー『おしゃ家ソムリエ おしゃ子!』 大和書房、2016年7月29日発売、ISBN 978-4-479-67094-0

## テレビドラマ
2020年7月16日から9月3日までテレビ東京系に新設されたドラマ枠「水ドラ25」で、毎週木曜 1時28分 - 1時58分（水曜深夜）に放送されていたテレビドラマ。主演は在京キー局連続ドラマ単独初主演となる矢作穂香。全8回。
2021年10月9日から12月25日まで続編・シーズン2となる『おしゃ家ソムリエおしゃ子!2』（おしゃいえソムリエおしゃこ!ツー）がテレビ東京系列のドラマ枠「ドラマ25」で放送された。

### キャスト
- イエーガー・おしゃ子 - 矢作穂香
- 遠くすき（とお くすき） - 富田望生[1]
- 館壱めう江（たちいち めうえ） - MEGUMI[1]
- 隠戸九雲（かくれど きゅん） - 市原隼人[6]
- イエーガー洒落夫 - 岩崎う大（かもめんたる）

シーズン2より出演
- バズ・リー - 曽田陵介[5]
- 真鱈井宗（またらい しゅう） - 今井翼[5]

#### ゲスト

##### シーズン1
1軒目
- 基陸ルゥ斗（もとりく るうと） - 金子大地

2軒目
- 多摩美大（たま よしひろ） - 岡山天音

3軒目
- 大賀憎男（おおが にくお） - 市川知宏

4軒目
- 俺王国（おれ らんど） - 袴田吉彦

5軒目
- 舞楽ジャック（ぶらく じゃっく） - 藤田玲

6軒目
- 中田日出敏（なかた ひでとし） - 佐伯大地
- 比等野粉土士郎（ひとの ふんどしろう） - 岩井拳士朗
- 元電通（もとでん とおる） - 小柳津林太郎
- 後澤友作（あとざわ ゆうさく） - 坂東工
- ニ千代田育（にちようだ いく） - ナダル

7軒目
- 音無草（おとなし そう） - 佐野岳

##### シーズン2
1軒目
- 石際高目（いしきわ たかめ） - 小関裕太

2軒目
- 雨里完（あめり かん） - 森永悠希

3軒目
- 束水雷（つかみず らい） - 栗原類

4軒目
- 本能寺正直（ほんのうじ まさなお） - SWAY

5軒目
- Kabuse - 三浦獠太

6軒目
- 相武独太（あいむ どくた） - 本多力

7軒目
- コカドケンタロウ（本人） - コカドケンタロウ
- 〈役名不明〉 - 中岡創一（ロッチ）

8軒目
- 仁保雨蝶（じんぼ うちょう） - 伊藤あさひ（7軒目）

9軒目
- 六田木来（むだ きらい） - 藤森慎吾

10軒目
- ミコちゃん - 新井舞良

11軒目
- 愛野我也（いとしの わがや） - 松尾諭

### スタッフ
- 原作 - かっぴー 『おしゃ家ソムリエおしゃ子!』（大和書房）

シーズン1
- 脚本 - 我人祥太、岩崎う大、伊藤正宏、辻健一、畑中みゆき、太田勇
- 音楽 - 遠藤浩二
- 主題歌 - 「マイルーム マイライフ（feat. RAM RIDER）」歌 - U Yuma
- エンディングテーマ - 「ハイヒールシンデレラ」歌 - 林青空
- 音楽協力 - テレビ東京ミュージック
- コンテンツプロデューサー - 合田知弘（テレビ東京）、太田凌介（テレビ東京）、梶本怜（テレビ東京）
- チーフプロデューサー - 森田昇（テレビ東京）
- プロデューサー - 太田勇（テレビ東京）、向井達矢（ラインバック）
- 監督 - 太田勇、山口雄也、小林そら、畑中みゆき
- 制作 - テレビ東京、ラインバック
- 製作著作 - 「おしゃ家ソムリエおしゃ子!」製作委員会

シーズン2
- 脚本 - 我人祥太、山崎恵輔、岩崎う大、伊藤正宏、辻健一、村上純（しずる）
- 主題歌 - 「アイがあるようでないようである」歌 - ナナヲアカリ
- エンディングテーマ -「dabscription」歌 -  Buyer Client
- 音楽協力 - テレビ東京ミュージック
- チーフプロデューサー - 森田昇（テレビ東京）
- プロデューサー - 太田勇（テレビ東京）、向井達矢（ラインバック）
- 監督 - 太田勇、岩崎う大、広瀬陽一、小路紘史、石井純、山口将幸
- 制作 - テレビ東京、ラインバック
- 製作著作 - 「おしゃ家ソムリエおしゃ子!2」製作委員会

### 放送日程
シーズン1
| 話数           | 放送日        | サブタイトル                                                      | 脚本       | 監督       |
| -------------- | ------------- | ----------------------------------------------------------------- | ---------- | ---------- |
| 1軒目          | 2020年7月16日 | おしゃ子見参! タワマン男子をぶった斬り! の巻                      | 我人祥太   | 太田勇     |
| 2軒目          | 7月23日       | その気持ちはわかるけど あなたは東京に試されてるのよ! の巻         | 辻健一     | 太田勇     |
| 3軒目          | 7月30日       | お酌はルイボスティー!? とにかく地球に優しい男なの! の巻           | 伊藤正宏   | 小林そら   |
| 4軒目          | 8月06日       | 全てがパーフェクト! 最強のおしゃ部屋登場!? の巻                   | 畑中みゆき | 畑中みゆき |
| 5軒目          | 8月13日       | なんでこの部屋にはアレがないの!? さてはアンタ人間じゃねぇな! の巻 | 岩崎う大   | 山口雄也   |
| 6軒目          | 8月20日       | あけてびっくり玉手箱 オシャレ死亡遊戯 の巻                        | 太田勇     | 小林そら   |
| 7軒目          | 8月27日       | まさかの形態変化!? 草食系かと思ったら… の巻                       | 我人祥太   | 山口雄也   |
| 8軒目 (最終話) | 9月03日       | オー! シャンゼリゼ♪ ダサがオシャレでオシャレがダサ の巻           | 我人祥太   | 山口雄也   |

シーズン2
| 話数            | 放送日         | サブタイトル                                                        | 脚本              | 監督     |
| --------------- | -------------- | ------------------------------------------------------------------- | ----------------- | -------- |
| 1軒目           | 2021年10月09日 | 帰ってきたおしゃ子! オンラインサロン男子はぶしゃかおしゃか!? の巻   | 我人祥太          | 太田勇   |
| 2軒目           | 10月16日       | ディスルームイズアメリカン!? かなりアンビリーバボーだよ! の巻       | 岩崎う大          | 太田勇   |
| 3軒目           | 10月23日       | 仙人?スナフキン?それとも… 謎の男子の家に凸!! の巻                   | 我人祥太 山崎恵輔 | 広瀬陽一 |
| 4軒目           | 10月30日       | 本能に正直! キャンパー男子直撃におしゃ子ピンチ! の巻                | 辻健一            | 小路紘史 |
| 5軒目           | 11月06日       | 今夜はYOASOBI!? ボカロPのおしゃ部屋は違和感だらけ…!? の巻           | 伊藤正宏          | 太田勇   |
| 6軒目           | 11月13日       | マッチングアプリで 幸せになります の巻                              | 岩崎う大          | 岩崎う大 |
| 7軒目           | 11月20日       | 趣向を変えて本物の有名芸能人の本物の家に直撃! けど忖度なしよ!! の巻 | 我人祥太          | 太田勇   |
| 8軒目           | 11月27日       | 漱石も吃驚仰天! 文豪男子の正体とは!? の巻                           | 村上純            | 石井純   |
| 9軒目           | 12月04日       | 超せっかち!合理主義男子の家 ドアを開けたら「君、かわうぃーね」 の巻 | 岩崎う大          | 広瀬陽一 |
| 10軒目          | 12月11日       | 友情か?おしゃ家か? おしゃ子最大のジレンマ の巻                      | 我人祥太          | 小路紘史 |
| 11軒目          | 12月18日       | 究極の選択!? おしゃ家クソ野郎vsおしゃ子 の巻                        | 我人祥太          | 山口将幸 |
| 12軒目 (最終話) | 12月25日       | おしゃれは本能?煩悩? おしゃっぴーエンドなるか?!! の巻               | 我人祥太          | 太田勇   |

### 放送局
シーズン1
| 放送期間                  | 放送日時                     | 放送局       | 対象地域       | 備考   |
| ------------------------- | ---------------------------- | ------------ | -------------- | ------ |
| 2020年07月16日 - 09月03日 | 木曜 1:28 - 1:58（水曜深夜） | テレビ東京   | 関東広域圏     | 製作局 |
| 2020年09月02日 - 10月28日 | 水曜 0:58 - 1:28（火曜深夜） | 山陰放送     | 鳥取県・島根県 | TBS系  |
| 2020年12月 5日 - 12月26日 | 土曜 1:23 - 2:23（土曜深夜） | テレビ北海道 | 北海道         | 系列局 |

シーズン2
| 放送期間                       | 放送日時                     | 放送局         | ネット状況     | 備考                              |
| ------------------------------ | ---------------------------- | -------------- | -------------- | --------------------------------- |
| 2021年10月09日 - 12月25日      | 土曜 0:52 - 1:23（金曜深夜） | テレビ東京     | 関東広域圏     | 製作局                            |
| 2021年10月09日 - 12月25日      | 土曜 0:52 - 1:23（金曜深夜） | テレビ大阪     | 大阪府         |                                   |
| 2021年10月09日 - 12月25日      | 土曜 0:52 - 1:23（金曜深夜） | テレビ北海道   | 北海道         |                                   |
| 2021年10月09日 - 12月25日      | 土曜 0:52 - 1:23（金曜深夜） | テレビ愛知     | 愛知県         |                                   |
| 2021年10月09日 - 12月25日      | 土曜 0:52 - 1:23（金曜深夜） | TVQ九州放送    | 福岡県         |                                   |
| 2021年10月27日 - 2022年1月12日 | 水曜 0:58 - 1:28（火曜深夜） | 山陰放送       | 鳥取県・島根県 | TBS系                             |
| 2021年11月23日 - 2022年2月08日 | 火曜 1:00 - 1:30（月曜深夜） | 東北放送       | 宮城県         | TBS系。寝られなドラマ枠として放送 |
| 2022年01月06日 - 03月24日      | 木曜 0:00 - 0:30（水曜深夜） | BSテレ東（2K） | 全国           |                                   |
| 2022年01月06日 - 03月24日      | 木曜 0:00 - 0:30（水曜深夜） | BSテレ東4K     | 全国           | 4Kアップコンバートで放送          |